# Silicijevo nebo
Silicijevo nebo je šesti album skupine Hiša. Album je izšel je leta 2002 pri ZKP RTV Slovenija.

## Seznam skladb
Vse pesmi je napisal in uglasbil Andrej Guček.
| Št. | Naslov              | Dolžina |
| --- | ------------------- | ------- |
| 1.  | „Praznik‟           | 3:39    |
| 2.  | „Meč besed‟         | 3:21    |
| 3.  | „Pozabljen‟         | 3:08    |
| 4.  | „Zadnja zmaga‟      | 3:33    |
| 5.  | „Ognjeni ples‟      | 2:16    |
| 6.  | „Silicijevo nebo‟   | 3:29    |
| 7.  | „Smežnojezna‟       | 3:11    |
| 8.  | „Poletni večer‟     | 3:31    |
| 9.  | „Na zdravje, svet!‟ | 3:31    |
| 10. | „Resnica je ptica‟  | 2:50    |

## Zasedba

### Hiša
- Andrej Guček – solo vokal, solo kitara, klavir, orglice
- Vili Guček – vokal, bas
- Martin Koncilja – vokal, ritem kitara
- Iztok Pepelnjak – vokal, bobni, tolkala

### Gostujoči glasbenik
- Jure Tori – harmonika, hammond, klavir pri »Smešnojezna«